# Red Arrows Football Club
El Red Arrows F.C. es un equipo de fútbol de Zambia que juega en la Primera División de Zambia, la liga de fútbol más importante del país.

## Historia
Fue fundado en el año 1962 en la capital Lusaka como el equipo representante de la Fuerza Aérea de Zambia, siendo un equipo con una gran variedad de títulos ganados, no en las veces que los han ganado; como el torneo de liga en 1 sola ocasión en el 2004, la copa de Zambia en 1 ocasión, la Copa Desafió 1 vez y 2 veces subcampeón, 3 subcampeonatos Coco-Cola y 1 Charity Shield.
A nivel internacional ha participado en 7 torneos continentales, donde su mejor participación fue en la Recopa Africana 1984 en la que alcanzó los cuartos de final.
Hasta la temporada 2021-2022 se consagró campeón por segunda vez en su historia cortando la racha de 18 años sin levantar la liga.

## Palmarés
- Primera División de Zambia: 3

2004, 2022, 2024
- Copa de Zambia: 1

2007
- Copa Desafió de Zambia: 1

1982
- - Subcampeón: 2

1978, 1989
- Copa Coca Cola de Zambia: 0
  - Subcampeón: 3

2003, 2004, 2005
- Charity Shield de Zambia: 2

2005, 2022
- Copa Interclubes Kagame: 1

2024

## Participación en competiciones de la CAF
| Temporada | Torneo                       | Ronda            | Club               | Casa | Visita | Global      |
| --------- | ---------------------------- | ---------------- | ------------------ | ---- | ------ | ----------- |
| 1984      | Recopa Africana              | 1                | Linare FC          | 9-1  | 3-1    | 12-2        |
| 1984      | Recopa Africana              | 2                | AS Vita Club       | 1-0  | 1-2    | 2-2 (a)     |
| 1984      | Recopa Africana              | Cuartos de final | Al Ahly Tripoli    | 2-0  | 0-3    | 2-3         |
| 1990      | Recopa Africana              | 1                | Darryn Textiles FC | 1-0  | 4-1    | 5-1         |
| 1990      | Recopa Africana              | 2                | Desportivo Maputo  | 0-0  | 2-3    | 2-3         |
| 2005      | Liga de Campeones de la CAF  | Preliminar       | Diables Noirs      | 0-0  | 0-0    | 0-0 (3-2 p) |
| 2005      | Liga de Campeones de la CAF  | 1                | CAPS United        | 2-1  | 1-1    | 3-2         |
| 2005      | Liga de Campeones de la CAF  | 2                | Enyimba FC         | 1-6  | 0-3    | 1-9         |
| 2005      | Copa Confederación de la CAF | 3                | King Faisal Babes  | 1-1  | 2-3    | 3-4         |
| 2009      | Copa Confederación de la CAF | Preliminar       | Mundu SC           | 6-0  | 1-0    | 7-0         |
| 2009      | Copa Confederación de la CAF | 1                | Ocean Boys FC      | 2-0  | 0-2    | 2-2 (3-2 p) |
| 2009      | Copa Confederación de la CAF | 2                | ENPPI Club         | 3-0  | 0-4    | 3-4         |
| 2012      | Copa Confederación de la CAF | Preliminar       | Royal Leopards     | 0-0  | 0-1    | 0-1         |
| 2021/22   | Copa Confederación de la CAF | 1                | Young Buffaloes    | 2-1  | 0-0    | 2-1         |
| 2021/22   | Copa Confederación de la CAF | 2                | 1° de Agosto       | 1-0  | 0-0    | 1-0         |
| 2021/22   | Copa Confederación de la CAF | Playoff          | Simba SC           | 2-1  | 0-3    | 2-4         |
| 2022/23   | Liga de Campeones de la CAF  | 1                | 1° de Agosto       | 0-1  | 1-1    | 1-2         |
| 2024/25   | Liga de Campeones de la CAF  | 1                | Nyasa Big Bullets  | 2-0  | 1-2    | 3-2         |
| 2024/25   | Liga de Campeones de la CAF  | 2                | TP Mazembe         | 0-2  | 1-2    | 1-4         |

## Jugadores

### Jugadores destacados
- Songwe Chalwe[3]
- Dube Phiri
- Zacharia Simukonda
- Whiteson Simwanza